# Jacob Mendes Da Costa

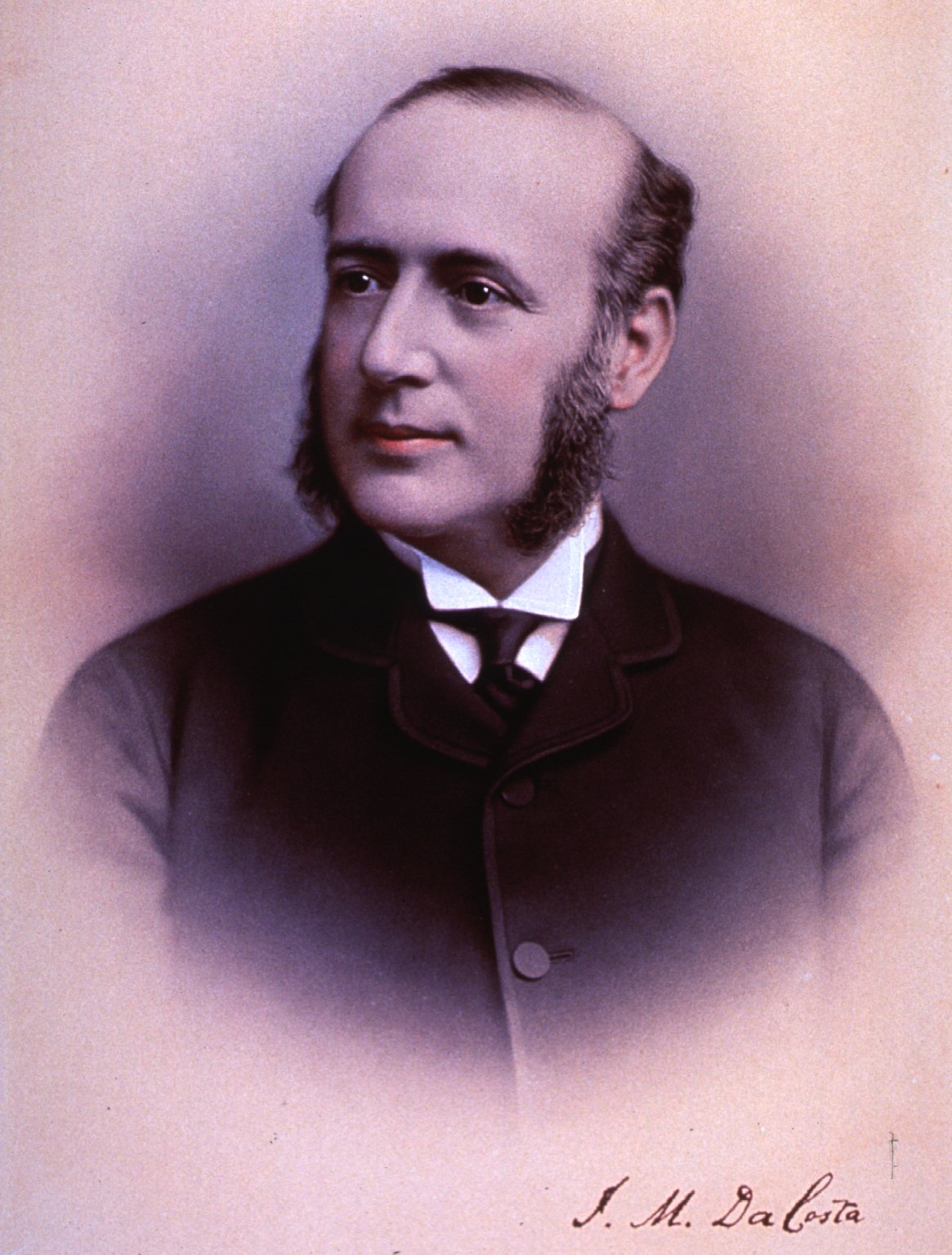
Jacob Mendes Da Costa

Jacob Mendes Da Costa (ur. 7 lutego 1833 na wyspie Saint Thomas, zm. 11 września 1900 w Villanova) – amerykański lekarz. Podczas wojny secesyjnej opisał zespół nazywany później jego imieniem lub "sercem żołnierskim" (zespół Da Costy). Profesor Jefferson Medical College, najpierw na katedrze medycyny klinicznej (1866-1872), potem jako profesor medycyny teoretycznej i stosowanej (1872-1891) i jako profesor emeritus (1891-1900).

## Prace
- Medical Diagnosis, with special reference to practical medicine. Philadelphia, JB Lippincott, 1864.